# Тимофєєвка (Псковська область)
Тимофєєвка (рос. Тимофеевка) — присілок в Невельському районі Псковської області Російської Федерації.
Населення становить 15 осіб. Входить до складу муніципального утворення Артьомовська волость.

## Історія
Від 2015 року входить до складу муніципального утворення Артьомовська волость.

## Населення
| 2001 | 2002 | 2010 |
| ---- | ---- | ---- |
| 40   | ↘34  | ↘15  |